# Arnold Böcklin
Arnold Böcklin (Basilea, 16 ottobre 1827 – San Domenico di Fiesole, 16 gennaio 1901) è stato un pittore, disegnatore, scultore e grafico svizzero, nonché uno dei principali esponenti del cosiddetto simbolismo tedesco.

## Biografia

### Dalla Svizzera all'Italia
Arnold Böcklin nacque il 16 ottobre 1827 a Basilea, figlio di Christian Friedrich Böcklin, noto mercante della seta nativo di Sciaffusa, e di Ursula Lipp, celebre discendente di una famiglia che annoverava tra i propri avi Johann Jacob Lippe e Hans Holbein il Giovane. Inizialmente destinato a seguire le orme paterne, grazie all'influenza della madre e del poeta Wilhelm Wackernagel (professore al ginnasio e all'università di Basilea) il giovane Arnold fu in grado di assecondare la sua più autentica vocazione artistica, andando nel 1845 a studiare all'Accademia di Belle Arti di Düsseldorf. Qui ebbe come insegnante il pittore Johann Wilhelm Schirmer, uno dei maggiori interpreti del tempo della cosiddetta pittura eroico-panoramica, che in lui trovò un apprezzato autore di paesaggi densi di colore e di luce. Come osservato dallo storico dell'arte Heinrich Wölfflin «presso Schirmer a Düsseldorf la tendenza verso il grande paesaggio eroico ha ricevuto un particolare nutrimento. Giganteschi gruppi di alberi, pianure maestose, linee di montagne italiane con il loro tranquillo respiro riempivano la fantasia. Tuttavia il pathos un po' generico di Schirmer non bastava a Böcklin».

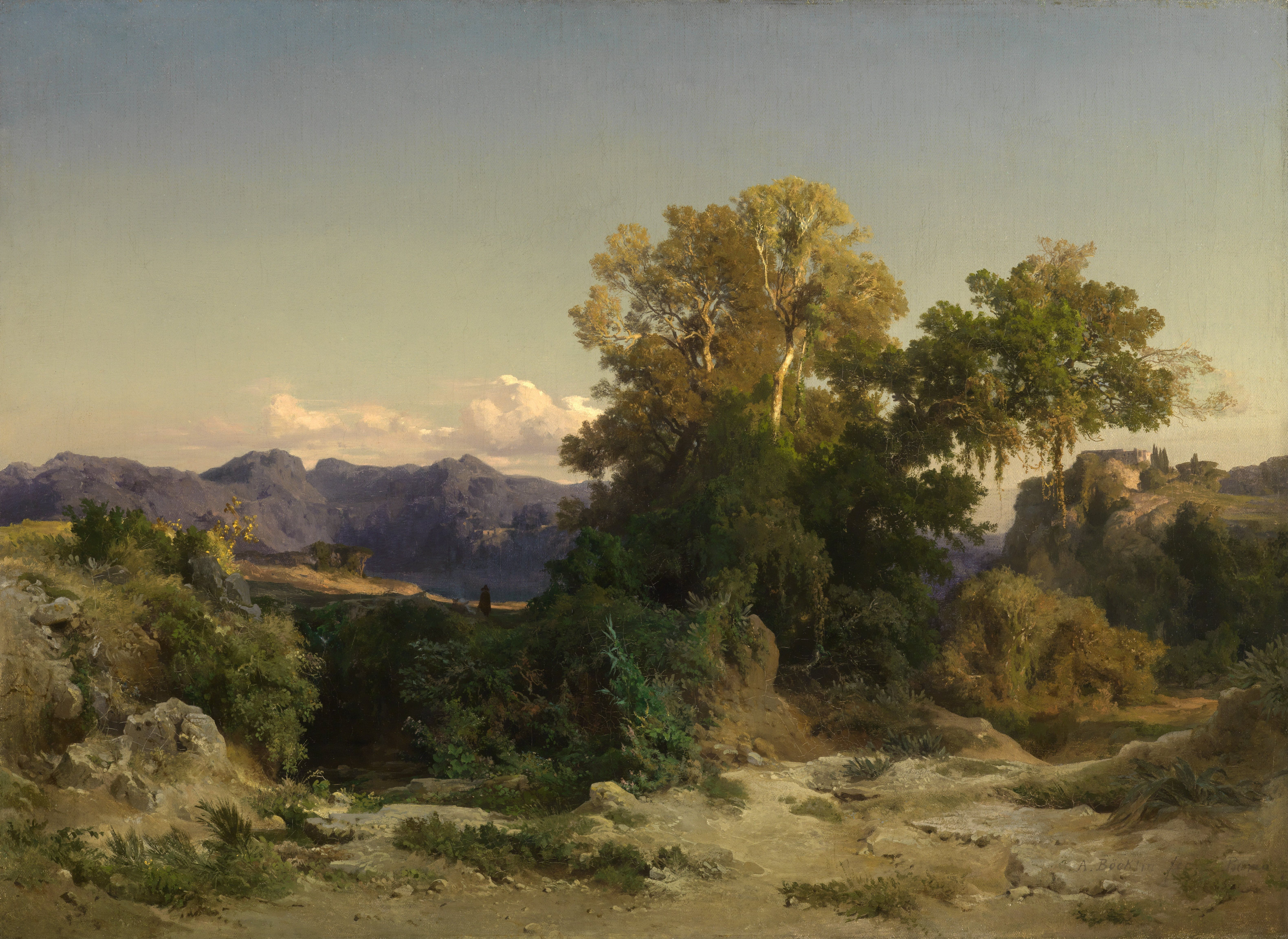
Paesaggio nella campagna romana (1851); olio su tela, 57×77 cm, Staatliche Kunsthalle Karlsruhe, Karlsruhe

L'alunnato del Böcklin presso lo Schirmer durò fino al 1847, anno in cui Böcklin si recò insieme al condiscepolo Rodolf Koller a Bruxelles ed Anversa per ammirare i dipinti dei grandi maestri fiamminghi e degli olandesi del Seicento, rimanendone fortemente impressionato. Seguì un viaggio nella natia Svizzera, dove Böcklin - che, giova ricordarlo, aveva sviluppato una naturale inclinazione per la pittura di paesaggio - ebbe modo di incontrare la forza evocativa delle Alpi, da lui omaggiate con dipinti dal sapore friedrichiano. Arrivò persino a installarsi a Ginevra, seguendovi i corsi di Alexandre Calame, rinomato pittore di paesaggi alpini. L'apprendistato con quest'ultimo, tuttavia, si rivelò essere sterile ed inconcludente, sicché il giovane Arnold decise di recarsi a Parigi, città in quell'epoca satura di fermenti artistici. Böcklin rimase certamente colpito dall'innovativo cromatismo delle opere di Delacroix e Corot, o anche dalla bellezza de I romani della decadenza, quadro di Couture che nel 1847 aveva suscitato ammirati plausi nel pubblico del Salon. Ma furono in particolar modo la vastità e la solitudine del tessuto urbano Parigini e, soprattutto, la tumultuosità della rivoluzione francese del 1848 a lasciare un'impronta indelebile nel suo animo.
Con gli avvenimenti politici che gli remavano contro Böcklin non poté che fare ritorno, profondamente amareggiato, nella natia Basilea. Qui, tuttavia, ebbe modo di approfondire la sua amicizia con Jacob Burckhardt, storico del Rinascimento italiano e della cultura europea, che persuase il suo amico pittore a recarsi in Italia per recuperare l'autenticità della pittura rinascimentale. Fu così che, seguendo una tradizione vigente tra gli aspiranti pittori ormai consolidatasi da decenni, nel febbraio 1850 Böcklin si stabilì a Roma, percependovi finalmente quella linfa artistica che sarà da impulso incessante per tutta la sua carriera da pittore. Nell'Urbe, infatti, Böcklin venne a contatto con le leggendarie tradizioni dell'Antichità e del Medioevo e con il ricchissimo patrimonio artistico del Rinascimento. Ancora più forte, tuttavia, fu l'impatto con i paesaggi del tedesco Franz Dreber, all'epoca residente a Roma, e con la maestosa natura laziale. Böcklin amava immergersi nei paesaggi della Flaminia, del Formello, di Olevano, della valle del Pussino, della valle Egeria e della zona detta dei Due Ponti, senza per questo disdegnare i paesaggi che si potevano ammirare una volta usciti da piazza del Popolo: non esitò, inoltre, ad immortalare il patrimonio naturalistico laziale in quadri che, seppure appartenenti agli esordi, colpiscono per l'efficace cromatismo e per la semplicità e chiarezza dei volumi.
Fu proprio durante il soggiorno romano che Böcklin iniziò a informare i primi, fondamentali orientamenti di gusto, anche grazie al discepolato con il Dreber, il più celebre dei «tedeschi di via Ripetta», con il quale era accomunato da una solidarietà stilistica talmente elevata che i due progettarono persino di realizzare un quadro insieme sull'esempio degli antichi maestri. Il progetto tuttavia non venne mai attuato siccome tra il Dreber e il Böcklin iniziarono a correre amari dissapori. Se Böcklin, infatti, era totalmente immerso nella sua vocazione ed era impegnato a risolvere un'inquietudine creativa per la quale era indispensabile una devota erudizione artistica e letteraria, Dreber «invece di coltivare sé stesso con opportune letture» preferiva bighellonare all'osteria con gli amici, criticando per di più il ricco cromatismo dei dipinti dell'amico.

### L'astro nordico-italiano

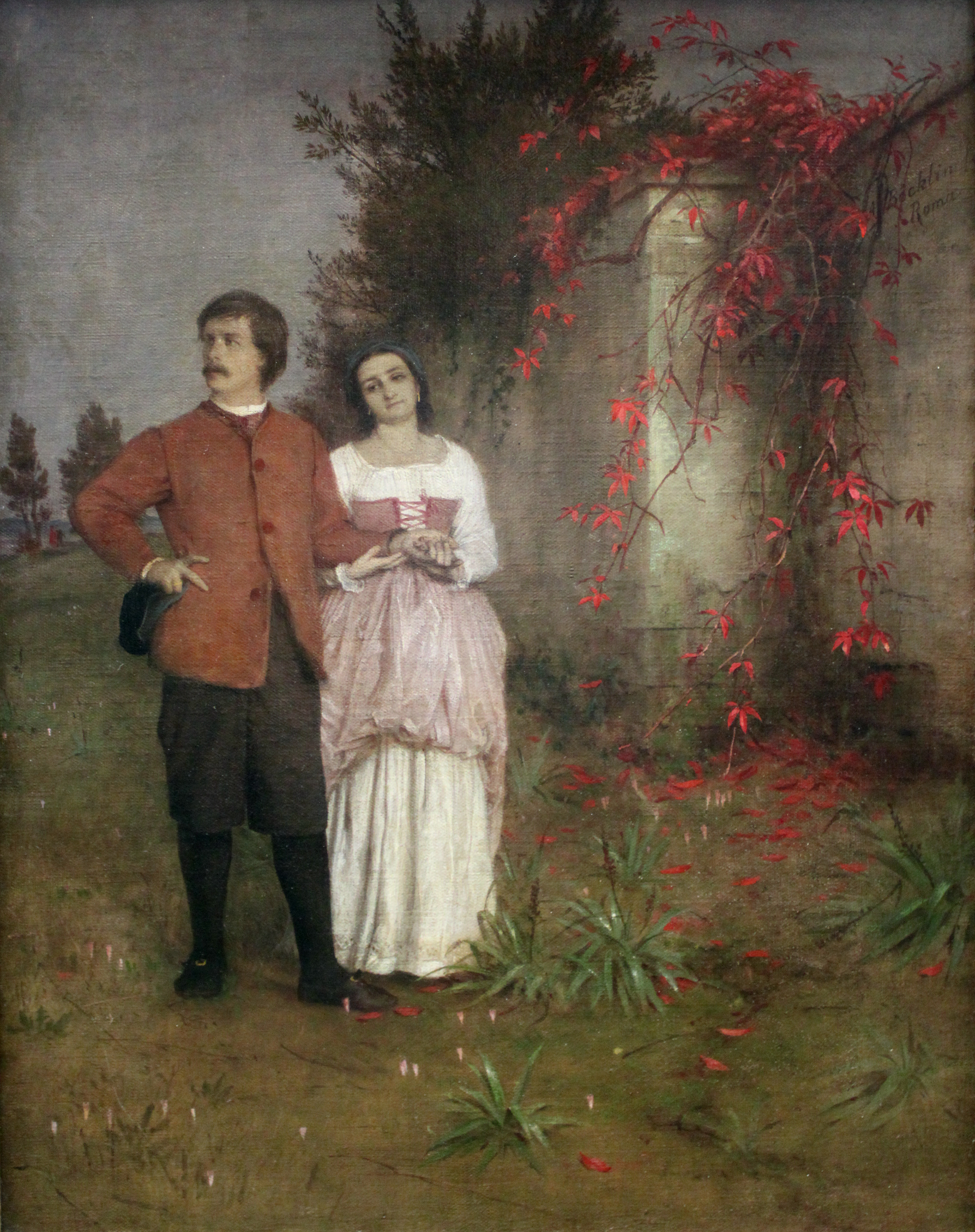
L'artista e la moglie (1863), Alte Nationalgalerie, Berlino

Nonostante i dissapori sorti con il Dreber Böcklin continuò a trascorrere a Roma anni felici ed estremamente fecondi. Nel 1853 si sposò con Angela Pascucci, un'umile diciassettenne romana «che lo aveva affascinato con la sua bellezza, e che poi in ogni difficile momento lo sorresse con la forza e la costanza delle antiche donne romane» (Schmid), e con la quale avrebbe generato dodici figli (di cui solo sei sopravvissuti all'infanzia). Sempre in quegli anni conobbe lo scrittore Paul Heyse, del quale godette l'amicizia per la comune passione per l'Italia, e il pittore Anselm Feuerbach, il quale gli fece scoprire la pittura veneziana.
Roma gli stimolò anche un radicale mutamento stilistico: se prima infatti Böcklin era solito idealizzare i paesaggi, sull'esempio erudito di Lorrain e Poussin, dalla fine degli anni 1850 egli iniziò a concedere spazi progressivamente più ampi alle suggestioni evocative del proprio inconscio. Questo suo nuovo modo di fare pittura, tuttavia, suscitò un'accoglienza iniziale abbastanza fredda, a tratti persino ostile: gli affreschi eseguiti per la dimora ad Hannover del console Wedekind, infatti, non piacquero al committente che ne contestò a lungo il pagamento, acuendo così il malessere economico sofferto dal Böcklin. Per mitigare i travagli finanziari dell'amico Paul Heyse, amico anche di Burckhardt, chiamò il pittore a insegnare all'Accademia di belle arti di Weimar. Böcklin, inizialmente entusiasta della proposta fattagli, sviluppò ben presto una spiccata insofferenza verso gli ambienti accademici e, preso da improvvisa Sehnsucht, ritornò a bramare le terre selvagge di quell'Italia che aveva lasciato pochi anni addietro. La sua volontà di emancipazione dalla Germania e dall'Accademia fu fortemente osteggiata da Burckhardt, che considerava un eventuale distacco di Böcklin dall'università di Weimer alla stregua di un suicidio professionale. Il desiderio di Böcklin, tuttavia, era uno e solo: fare ritorno in Italia, con un soggiorno finalizzato alla conquista di un'autonomia non solo artistica, ma anche personale. Si pensi che la nostalgia che Böcklin provava per il Bel Paese era tale che una volta l'artista fissò in un giorno dell'autunno del 1862 un appuntamento con l'amico Begas per giocare a bocce davanti a Porta Salaria.

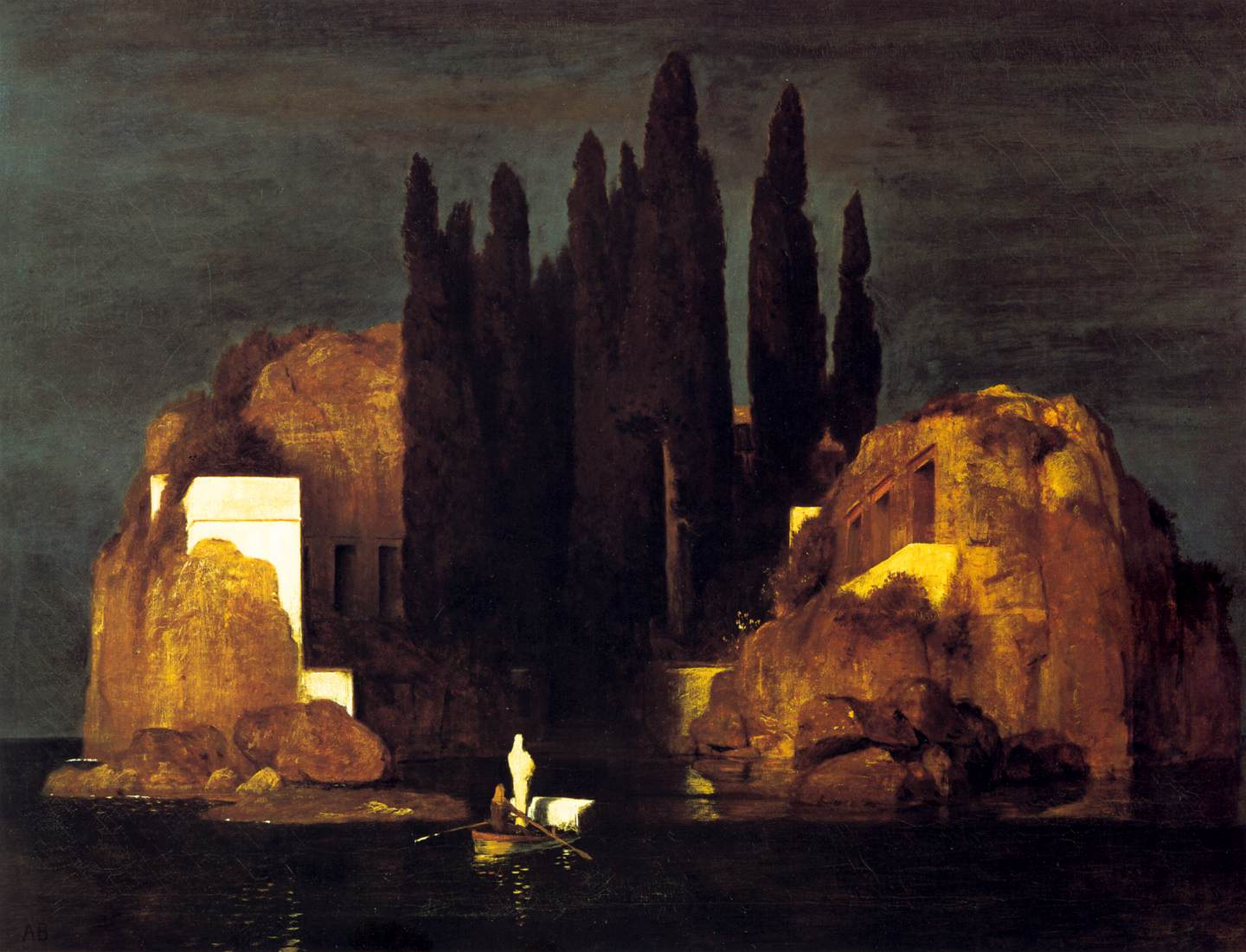
L'isola dei morti, prima versione (1880); olio su pannello, 110×156 cm, Kunstmuseum Basel, Basilea

Per nulla spaventato da un eventuale calo di commissioni dovuto all'incrinamento dell'amicizia con il Burckhardt, che proprio in quegli anni aveva pubblicato il suo maggiore capolavoro, Civiltà del Rinascimento in Italia, Böcklin iniziò a rivendicare uno stile ben lontano dalla classicità e dagli equilibrati moduli della tradizione rinascimentale. Il viaggio in Italia che Böcklin compì nel 1862 sortì concretamente gli effetti sperati, riuscendo a combinare l'utopico sogno del Meridione con i rigori del Nord natio: sono del ventennio successivo quadri che consolidarono definitivamente la sua fama, come Flora, Lotta di centauri, Euterpe con una cerva, la Musa di Anacreonte, il Tritone e Nereide per il conte Schack, Il gioco delle naiadi, La peste, e soprattutto le celeberrime Isola dei vivi e Isola dei morti, indissolubilmente legate al nome del Böcklin. A quest'intensa attività pittorica Böcklin alternò viaggi frequentissimi: dal 1871 al 1874 fu a Monaco; dal 1874 al 1885 soggiornò invece a Firenze, in via Lorenzo il Magnifico; dal 1885 al 1892 ritornò in Svizzera, ma a Zurigo, dove si strinse in affettuosa amicizia con Gottfried Keller, il celebre poeta svizzero.

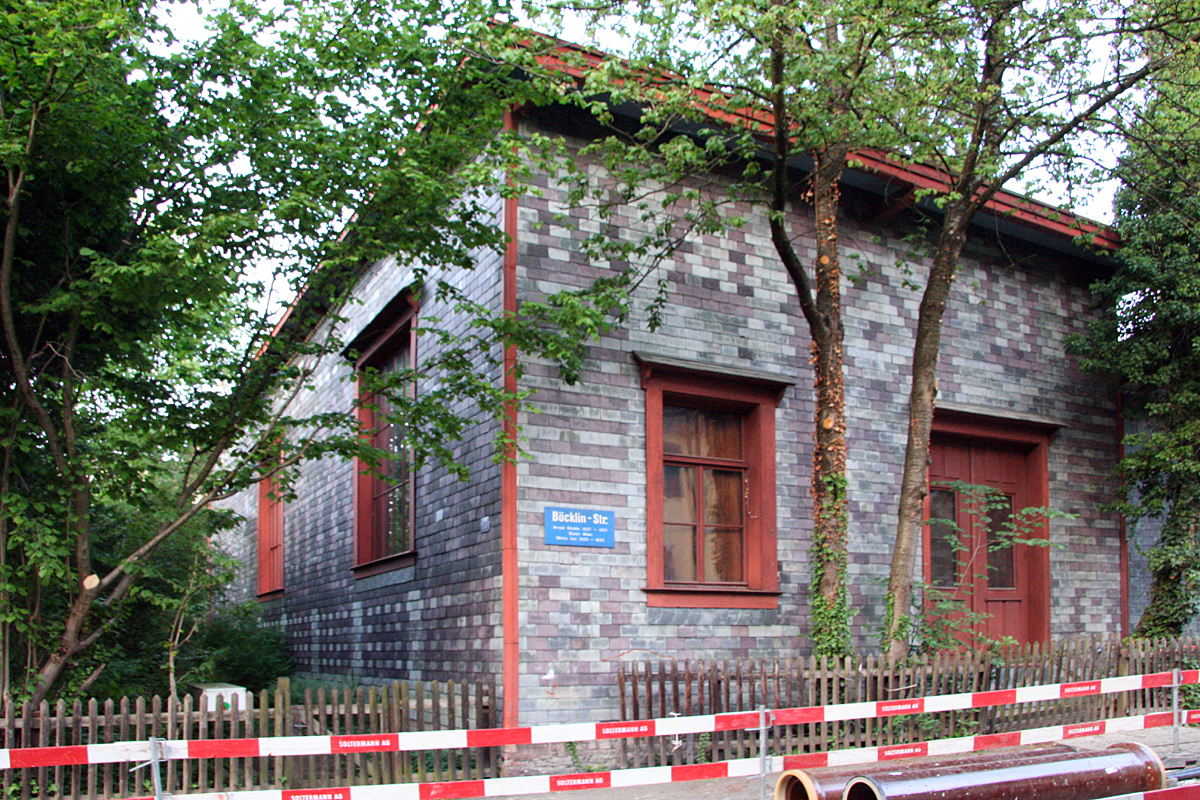
L'atelier di Böcklin a Zurigo, nel quartiere di Hirslanden

Dal 1893 in poi, invece, l'artista si stabilì definitivamente a Firenze, città che considerava più congeniale a stimolare il suo genio artistico. Nel frattempo la sua fama si era definitivamente consolidata e, nonostante le feroci stroncature di alcuni critici (si pensi a Julius Meier-Graefe, il quale considerava Böcklin alla stregua di un pittore naïf, alieno dalla verità delle correnti artistiche moderne), il suo atelier era una costante meta di pellegrinaggi di artisti e appassionati. Nel 1897 gli vennero dedicate ben tre mostre celebrative, a Basilea, Berlino e Amburgo: la morte, tuttavia, sarebbe sopraggiunta dopo soli quattro anni, il 16 gennaio 1901, quando il pittore esalò il suo ultimo respiro nella sua villa di San Domenico di Fiesole, acquistata già nel 1895, così come farà, in seguito, suo figlio Carlo.
 Oggi il suo corpo riposa al cimitero protestante fiorentino agli Allori. Il pittore che aveva raffigurato il cimitero degli inglesi dove era stata seppellita la propria figlia nell'opera L'Isola dei morti, non poté infatti essere seppellito accanto a lei. Alla sua morte il Cimitero degli inglesi era stato soppresso, in quanto, con l'abbattimento delle mura medioevali, veniva a trovarsi all’ interno della città.

## Stile

### Un simbolismo mitologico

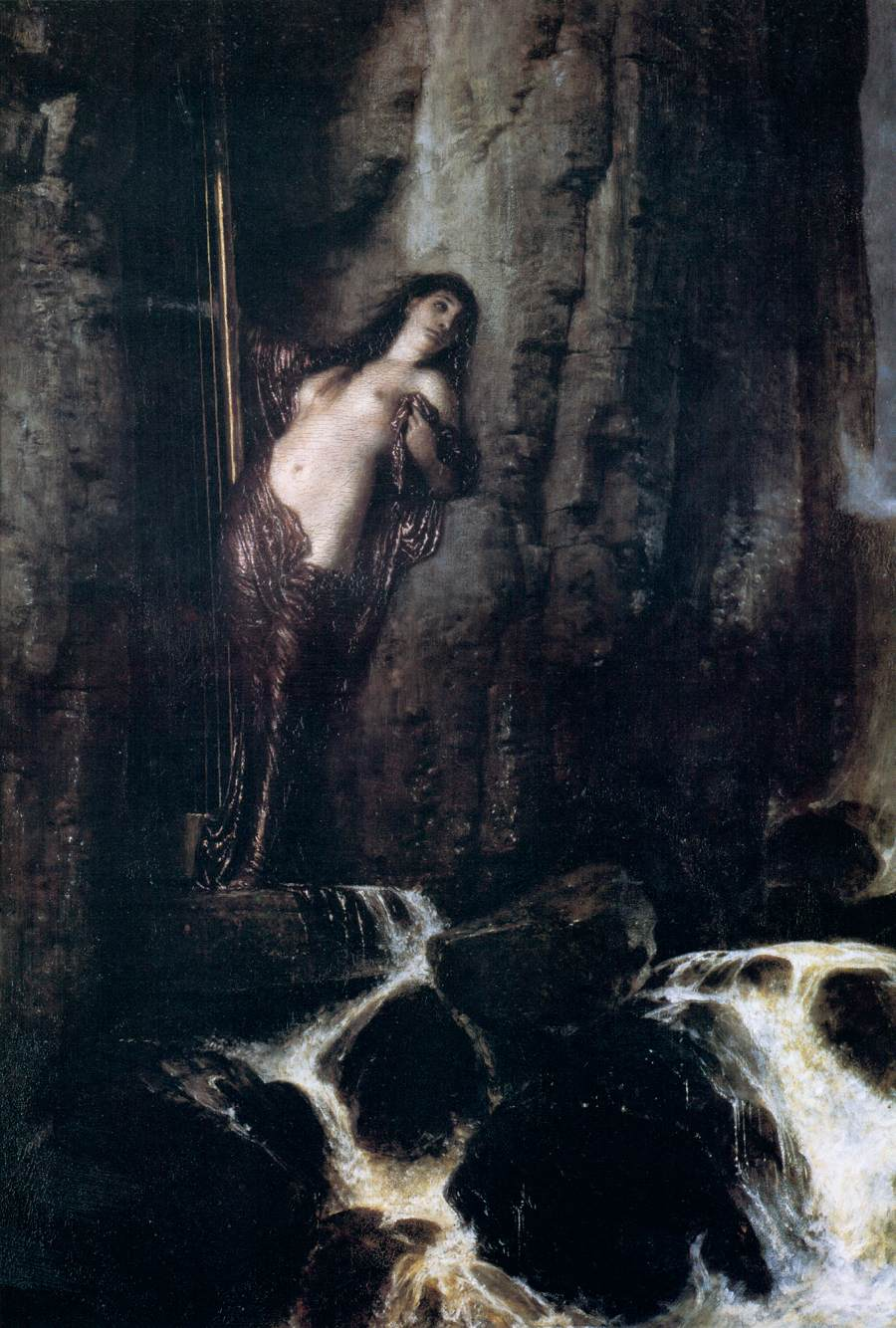
Risacca (1879); olio su pannello, 121×82 cm, Alte Nationalgalerie, Berlino

Arnold Böcklin è stato uno degli esponenti più maturi e convinti del Simbolismo in pittura. Egli, infatti, fu animato dal proposito di superare le poetiche naturalistiche del Realismo e dell’Impressionismo non dal punto di vista scientifico (si considerano, in tal senso, le esperienze divisioniste) ma da quello spirituale. Era opinione dei Simbolisti, e di Böcklin in particolare, che lo scopo dell'arte fosse quello di rivelare mediante l'utilizzo di un linguaggio non più logico, ma analogico quella realtà «altra» che si cela dietro quella immediatamente percepibile con l'uso dei sensi e della ragione, rivelando dunque le magiche possibilità offerte dall'esplorazione della realtà psichica delle cose con un utilizzo accorto di «simboli», per l'appunto. Come vedremo in seguito, i simboli prescelti da Böcklin sono d'ispirazione mitologica e indagano il mondo dell'interiorità in modo particolarmente evocativo.
La fisionomia artistica di Böcklin, tuttavia, è molto complessa, tanto da aver subito una notevole evoluzione stilistica e tecnica. Negli esordi, infatti, Böcklin subì il fascino del Naturalismo, realizzando paesaggi dove si sente «istintivamente trascinato a immergere nella verità quei motivi classici che non avevano mai cessato di attrarre i pittori-viaggiatori», orchestrando un potente fraseggio di luci e di ombre e privilegiando non più le ore crepuscolari, incerte, volatili e dense di riflessi rossi, lividi o rosati, bensì le ore meridiane e, soprattutto, pomeridiane, quando «nella luce accecante e calda l'intensità del verde si incupisce, mentre tutti gli altri colori acquistano una forza timbrica che si imprime nella retina in modo diretto e prepotente» (Volpi), conferendo dunque maggiore verosimiglianza e vitalità al soggetto rappresentato. Nell'evocazione delle campagne laziali, costellate di rovine antiche e di alberi secolari che svettano maestosi nel cielo, Böcklin poi concedeva frequentemente ampio spazio a un lirismo elegiaco che ricorda molto da vicino i brani paesistici di Poussin e Lorrain. L'amico Burckhardt, nella sua Guida al godimento delle opere d'arte in Italia, fornisce una descrizione della pittura antica che indirettamente riecheggia gli stilemi degli esordi di Böcklin:
(Jacob Burckhardt)

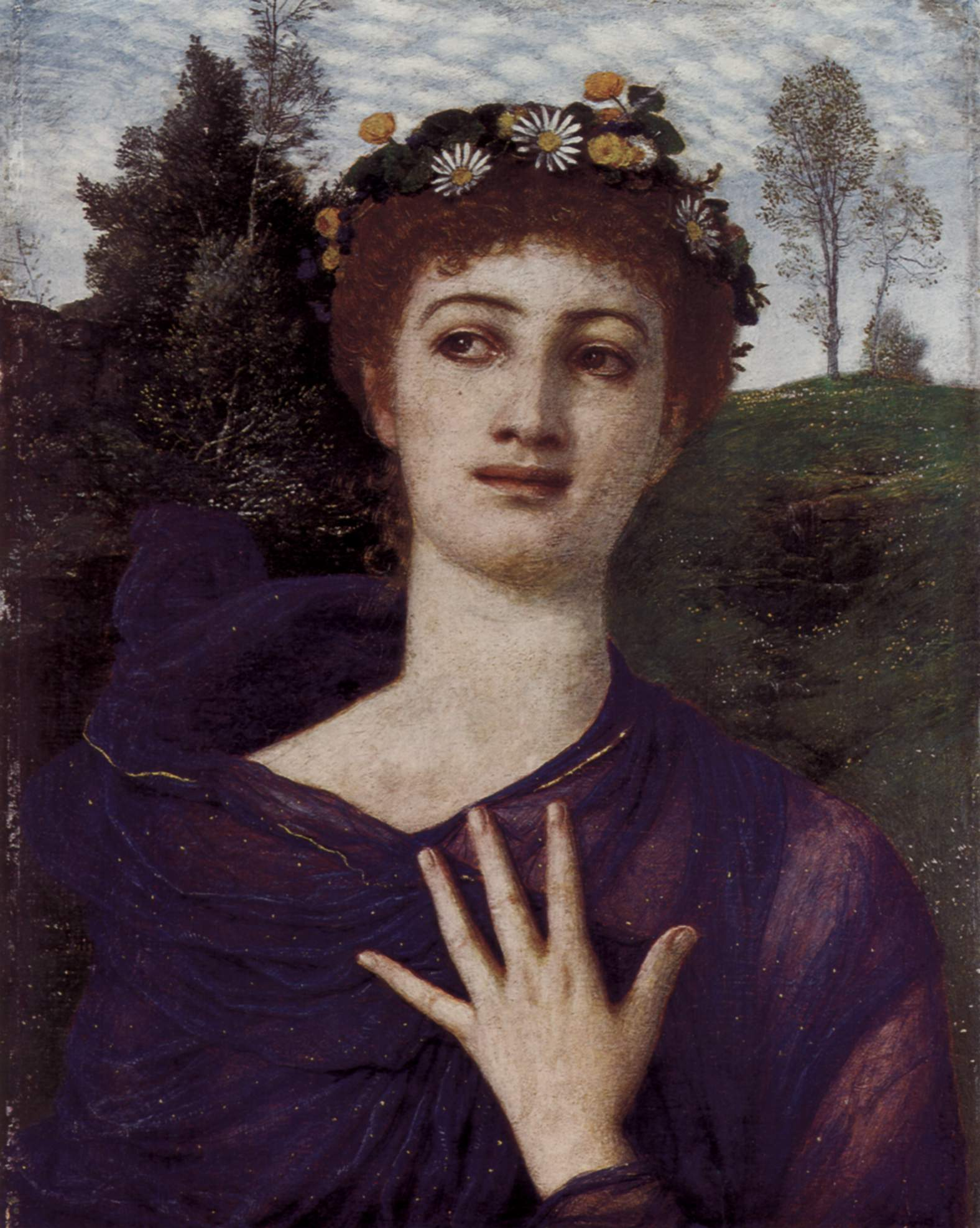
Flora (1875); tempera su pannello, 60×50,5 cm, Museum der bildenden Künste, Lipsia. Si noti come Flora, qui personificata da una donna dalla bellezza pura e virginale, attinga a piene mani sia dal repertorio figurativo botticelliano che dalla malinconica sensibilità della tradizione germanica.

Ben presto, tuttavia, Böcklin sentì di aver esaurito le possibilità creative della sua pittura di stampo «poussiniano» e, spinto da una sollecitazione di natura inconscia, approdò a uno stile visionario, animato da una fertile vena fantastica, che è poi quello che lo ha reso universalmente celebre. Una volta tornato in Germania, Böcklin arrivò finalmente a infrangere le regole di quel classicismo apollineo, limpido e armonioso che aveva sino a quel momento furoreggiato nelle arti figurative (e, si può dire, anche nella sua arte). Da quel momento in poi, anzi, plasmò con paziente artigianato un mondo inedito, stravagante, folclorico, dove la Natura diventa finalmente evocativa, letteraria, potenziata in tal senso da contenuti mitici ed allegorici. Ecco, allora, che i quadri di Böcklin si popolano di tritoni, naiadi, ninfe, driadi, ma anche di divinità silvestri, satiri, sileni e centauri. Queste creature immaginifiche, tutte cristallizzate in una dimensione onirica e surreale, si immergono senza freni in una natura inebriante ed orgiastica non più avvilita dalla presenza dell'uomo, bensì animata da una straordinaria forza vitale. In questa codificazione estetica della natura, dove trovano espressione sia le radici nordiche dell'artista, sia la solarità di quell'altrove mediterraneo con il quale egli si era proiettato con vigoroso slancio tanto negli esordi quanto nella maturità, trovano giustificazione e sfogo non solo l'impeto delle emozioni e delle pulsioni, ma anche il dramma della vita e della morte, ossessivo richiamo di molte opere böckliniane (primi fra tutti proprio l'Isola dei Morti e il celebre Autoritratto con la Morte che suona il violino).

### Il colore

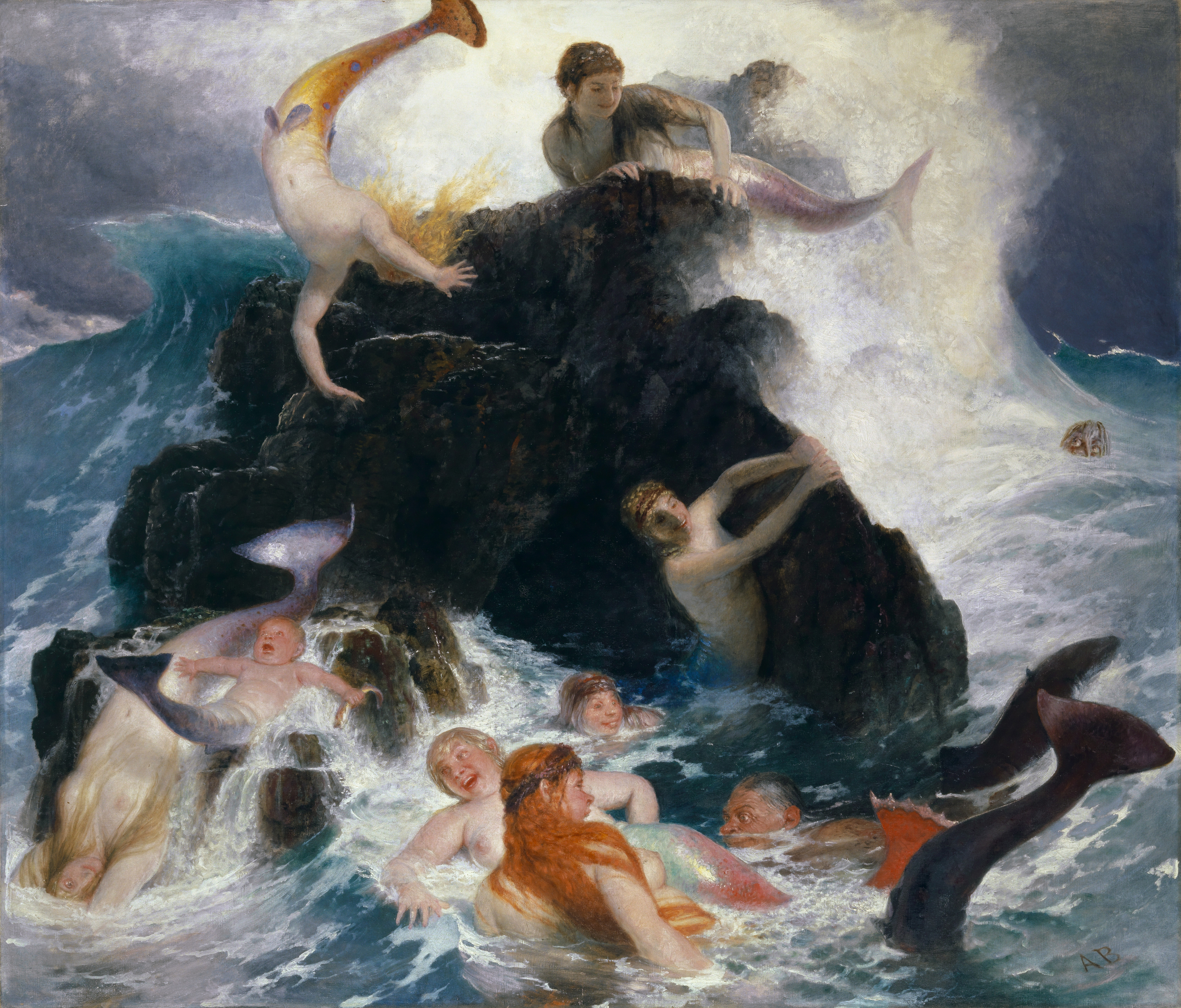
Il gioco delle Naiadi (1886); olio su tela, 151×176 cm, Kunstmuseum Basel, Basilea.

Altra cifra stilistica fondamentale dell'arte di Arnold Böcklin è il suo sfrenato colorismo, al quale tutto è subordinato, anche il disegno e la composizione. L'energia creativa di Böcklin, oltre che nella scelta dei temi, si concretizza infatti anche nell'adozione di una tavolozza smagliante, volta a ricercare le alchimie che determinano la purezza dei colori, i veri e unici motori immobili della pittura. Era obiettivo del Böcklin evitare lo sfumato leonardesco, che smorzava le gradazioni cromatiche rendendole prive di luminosità, e sperimentare nuove tecniche che esaltassero le qualità luministiche intrinseche dei colori, nel tentativo di animarli dello stesso bagliore vitale che percepisce l'occhio umano quando li vede.
«Che cos'è la massima luce in un quadro in confronto alla luce splendente che cade sulla sua cornice dorata? Che cos'è il più luminoso arancio, il più luminoso di tutti i colori? Improvvisamente diventa oscuro e sporco se su di esso cade una scintilla di sole al tramonto» osservò a tal proposito il pittore. Non a caso Böcklin rivelò fervorosamente il suo entusiasmo per i dipinti murali di Pompei, ammirati al Museo archeologico di Napoli, e per l'Augusto di Prima Porta, rinvenuto nel 1863 con la sua originale coloritura, poi rimossa (com'è noto, infatti, i Greci e i Romani coloravano le proprie statue).
La ricezione dell'esempio classico sollecitò Böcklin ad indagare le tecniche e i procedimenti segreti degli antichi maestri, manipolando le componenti chimiche dei pigmenti e sperimentando emulsioni, supporti di legno, tempere («Il grande pittore di Basilea ha infatti sempre dipinto a tempera ed è stato un appassionato ricercatore di tutti i segreti riguardanti questo modo di dipingere», ha osservato in tal senso il celebre pittore Giorgio de Chirico, che peraltro lo reinterpretò in chiave metafisica: L'enigma dell'oracolo (1910) è un chiaro riferimento a Ulisse e Calipso (1882) del pittore svizzero). I colori dei quadri di Böcklin, in effetti, sono luminosissimi, sonori e profondi, e contribuiscono in un certo senso ad accentuare il carattere surreale delle rispettive composizioni. Significativo, in tal senso, il commento di Julius Meier-Graefe:
(Julius Meier-Graefe, Der fall Böcklin [Il caso Böcklin])

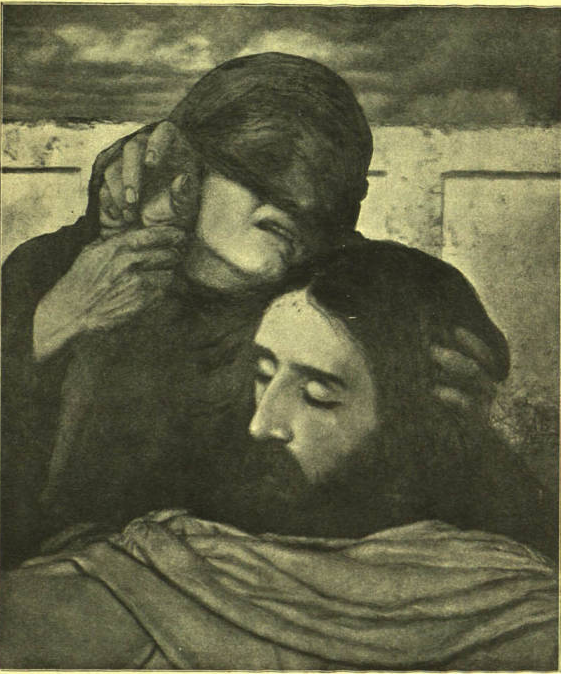
Pietà (1877), 62x51 cm, Kunstmuseum Bern, Berna

Il colore di Böcklin, sia perché preparato artigianalmente sia perché attira l'occhio con un «risultato pittorico risucchiante», è ben distante dall'immediatezza del plein air in quei tempi decantato dagli Impressionisti e piuttosto «penetra nella psicologia in modo, per così dire, più musicale che visivo e il carattere timbrico richiama l'arte dei primitivi» (Volpi). Come emerge dalla precedente osservazione di Marisa Volpi dal vivace cromatismo delle opere di Böcklin scaturiscono innegabili qualità musicali. Lo stesso Böcklin si interessava di musica e il suo orecchio era talmente fine da consentirgli di ripetere una melodia anche dopo averla ascoltata una sola volta: egli, inoltre, si dilettava con il flauto traverso, il tamburo e l'armonium.

### L'umorismo
L'humour quale componente nelle opere di Böcklin è stato rilevato da Berlinghiero Buonarroti in modo netto, tanto che l'opera Il centauro dal maniscalco, del 1888, la troviamo riprodotta nella copertina del volume dell'Accademia di belle arti di Firenze L'umorismo nell'arte. In altra occasione Niccolò Scaffai aveva scritto: «L’insieme di elementi che convivono nel quadro esercita un potente effetto straniante su chi l’osserva: il realismo con cui è raffigurato il corpo della creatura fantastica, il contrasto tra il riferimento mitologico e la surreale domesticità della situazione (un centauro che indica il proprio zoccolo da ferrare a un maniscalco), gli abiti quotidiani dei personaggi al margine della scena, il paesaggio e gli edifici sullo sfondo». Tali componenti surreali che contrastano in rappresentazioni religiose o mitologiche si ritrovano in una Pietà del 1877 e nella scena della sirena e del tritone (Meeresstille) presenti al Kunstmuseum Bern (1886-87). Nella prima opera il Cristo morto è sostenuto da Maria (Mater Dolorosa), il cui lutto è espresso dalla veletta nera propria della moda coeva. In Meerestille la sirena, fuori dall'acqua, accompagnata da tre bianchi gabbiani, osserva il tritone totalmente immerso nell'acqua con murenidi sul petto.